# Atriplex cephalantha
Atriplex cephalantha är en amarantväxtart som beskrevs av Paul Aellen. Atriplex cephalantha ingår i släktet fetmållor, och familjen amarantväxter. Inga underarter finns listade i Catalogue of Life.